# Покрајине и територије Канаде
Канада се према политичкој подели на највишем нивоу дели на покрајине и територије. Главна разлика између покрајина и територија је степен самосталности у односу на федералну власт.
Десет покрајина су: Алберта, Британска Колумбија, Манитоба, Њу Брансвик, Њуфаундленд и Лабрадор, Нова Шкотска, Онтарио, Острво Принца Едварда, Квебек и Саскачеван.
Три територије су: Северозападне територије, Нунавут и Јукон.
Покрајине имају велики степен надлежности у односу на федералну власт. Свака покрајина има властитог гувернера, парламент, владу, финансијска средства, судове и друге покрајинске надлежности. Територијама непосредно управља канадска федерална власт.

## Покрајине
| Застава                | Грб | Покрајина              | Скраћеница | Престоница  | Највећи град | Приступила конфедерацији | Становништво (апр 2010) | Површина: земља (км2) | Површина: вода (км2) | Површина: укупно (км2) | Званични језик     | Број посланика у савезном парламенту | Број сенатора у савезном парламенту |
| ---------------------- | --- | ---------------------- | ---------- | ----------- | ------------ | ------------------------ | ----------------------- | --------------------- | -------------------- | ---------------------- | ------------------ | ------------------------------------ | ----------------------------------- |
| Онтарио                |     | Онтарио                |            | Торонто     | Торонто      | 1. јула 1867.            | 13.167.894              | 917.741               | 158.654              | 1.076.395              | енглески           | 106                                  | 24                                  |
| Квебек                 |     | Квебек                 |            | Квебек      | Монтреал     | 1. јула 1867.            | 7.886.108               | 1.356.128             | 185.928              | 1.542.056              | француски          | 75                                   | 24                                  |
| Нова Шкотска           |     | Нова Шкотска           |            | Халифакс    | Халифакс     | 1. јула 1867.            | 940.482                 | 53.338                | 1.946                | 55.284                 | енглески           | 11                                   | 10                                  |
| Њу Брансвик            |     | Њу Брансвик            |            | Фредериктон | Сент Џон     | 1. јула 1867.            | 751.273                 | 71.450                | 1.458                | 72.908                 | енглески француски | 10                                   | 10                                  |
| Манитоба               |     | Манитоба               |            | Винипег     | Винипег      | 15. јула 1870.           | 1.232.654               | 553.556               | 94.241               | 647.797                | енглески           | 14                                   | 6                                   |
| Британска Колумбија    |     | Британска Колумбија    |            | Викторија   | Ванкувер     | 20. јула 1871.           | 4.510.858               | 925.186               | 19.549               | 944.735                | енглески           | 36                                   | 6                                   |
| Острво Принца Едварда  |     | Острво Принца Едварда  |            | Шарлоттаун  | Шарлоттаун   | 1. јула 1873.            | 141.551                 | 5.660                 | 0                    | 5.660                  | енглески           | 4                                    | 4                                   |
| Саскачеван             |     | Саскачеван             |            | Реџајна     | Саскатун     | 1. септембра 1905.       | 1.041.729               | 591.670               | 59.366               | 651.036                | енглески           | 14                                   | 6                                   |
| Алберта                |     | Алберта                |            | Едмонтон    | Калгари      | 1. септембра 1905.       | 3.724.832               | 642.317               | 19.531               | 661.848                | енглески           | 28                                   | 6                                   |
| Њуфаундленд и Лабрадор |     | Њуфаундленд и Лабрадор |            | Сент Џонс   | Сент Џонс    | 31. марта 1949.          | 510.901                 | 373.872               | 31.340               | 405.212                | енглески           | 7                                    | 6                                   |

## Територије
| Застава                  | Грб | Територија               | Скраћеница | Главни и највећи град | Приступила конфедерацији | Становништво (апр 2010) | Површина: земља (км2) | Површина: вода (км2) | Површина: укупно (км2) | Званични језик                                                            | Број посланика у савезном парламенту | Број сенатора у савезном парламенту |
| ------------------------ | --- | ------------------------ | ---------- | --------------------- | ------------------------ | ----------------------- | --------------------- | -------------------- | ---------------------- | ------------------------------------------------------------------------- | ------------------------------------ | ----------------------------------- |
| Северозападне територије |     | Северозападне територије |            | Јелоунајф             | 15. јула 1870.           | 43.529                  | 1.183.085             | 163.021              | 1.346.106              | енглески, француски, дене сулине, кри, догриб, гвич'ин, инуктикут, слејви | 1                                    | 1                                   |
| Јукон                    |     | Јукон                    |            | Вајтхорс              | 13. јуна 1898.           | 34.246                  | 474.391               | 8.052                | 482.443                | енглески француски                                                        | 1                                    | 1                                   |
| Нунавут                  |     | Нунавут                  |            | Икалуит               | 1. априла 1999.          | 32.900                  | 1.936.113             | 157.077              | 2.093.190              | енглески, француски, инуктитут, инуинактун                                | 1                                    | 1                                   |

## Терминологија
| Канада                 | Генерални гувернер | Први министар/Премијер | Парламент       | Парламент             | Посланик | Посланик                                       |
| Канада                 | Генерални гувернер | Први министар/Премијер | Сенат/горњи дом | Доњи дом              | Сенатор  | Посланик                                       |
| ---------------------- | ------------------ | ---------------------- | --------------- | --------------------- | -------- | ---------------------------------------------- |
| Онтарио                | Гувернер намесник  | Премијер               | без*            | Законодавна скупштина | n/a      | Члан покрајинског парламента ()                |
| Квебек                 | Гувернер намесник  | Премијер               | без*            | Народна скупштина     | n/a      | Народни посланик**/Члан народне скупштине (, ) |
| Њуфаундленд и Лабрадор | Гувернер намесник  | Премијер               | без*            | Дом скупштине         | n/a      | Члан дома скупштине ()                         |
| Нова Шкотска           | Гувернер намесник  | Премијер               | без*            | Дом скупштине         | n/a      | Члан законодавне скупштине ()                  |
| Друге покрајине        | Гувернер намесник  | Премијер               | без*            | Законодавна скупштина | n/a      | Члан законодавне скупштине ()                  |
| Територије             | Комесар            | Премијер               | без*            | Законодавна скупштина | n/a      | Члан законодавне скупштине ()                  |